# Ingøya
Ingøya (Noord-Samisch: Fávle-Iččát) is een eiland met een oppervlakte van 18,1 km² in de gemeente Måsøy, Finnmark, Noord-Noorwegen. Het ligt op ongeveer 60 km ten westen van de Noordkaap en heeft ongeveer 25 inwoners.
Sinds 2000 staat op Ingøya een 153 kHz langegolfzender van de Noorse omroep, die met zijn 362 meter het hoogste bouwwerk is in heel Scandinavië.
Op de noordpunt van het eiland staat ook de noordelijkste vuurtoren ter wereld: de Fruholmen fyr. De oorspronkelijke, 33 meter hoge vuurtoren werd gebouwd tussen 1864 en 1866. In november 1944 is deze door de Duitsers gebombardeerd en met de grond gelijk gemaakt. Na de Tweede Wereldoorlog werd hij herbouwd als 18 meter hoge toren van gewapend beton en in 1949 in bedrijf genomen. Sinds 2006 is hij onbemand. De vuurtoren bevat ook een weerstation.